# Liste der Monuments historiques in Dolving
Die Liste der Monuments historiques in Dolving führt die Monuments historiques in der französischen Gemeinde Dolving auf.

## Liste der Bauwerke
| Bezeichnung                    | Beschreibung                                     | Standort                 | Kennzeichnung | Schutzstatus | Datum | Bild |
| ------------------------------ | ------------------------------------------------ | ------------------------ | ------------- | ------------ | ----- | ---- |
| Brücke über den Landbach       | aus dem 17. oder 18. Jahrhundert                 | Rue du Stade (Lage)      | PA00106753    | Classé       | 1978  |      |
| Villa rustica von Saint-Ulrich | gallo-römisch, vom 1. bis 4. Jahrhundert genutzt | südlich des Ortes (Lage) | PA00106754    | Classé       | 1988  |      |